# Naege nam-eun sarang-eul
Naege nam-eun sarang-eul (내게 남은 사랑을?), noto anche con il titolo internazionale My Last Love, è un film del 2017 scritto e diretto da Jin Kwang-kyo.

## Trama
Kim Bong-yong è esasperato dal lavoro, tanto da passare molto tempo a "bere per dimenticare". Sua moglie, Hwa-yeon, vorrebbe che il marito passasse più tempo con la famiglia, mentre i due figli adolescenti ormai non gli vogliono più bene; Byeol-nim, la figlia minore, è invece sempre affettuosa con il padre, che improvvisamente scopre di avere una malattia terminale.